# هوغو مورا
هوغو مورا (بالبرتغالية: Hugo Moura Arruda da Silva) هو لاعب كرة قدم برازيلي في مركز الوسط، ولد في 3 يناير 1998 في ريو دي جانيرو في البرازيل. لعب مع نادي فلامنغو.

## وصلات خارجية
- هوغو مورا على موقع قاعدة بيانات كرة القدم.إي يو (الإنجليزية)
- هوغو مورا على موقع Soccerway.com (الإنجليزية)